# Vertrag von Cusseta
Der Vertrag von Cusseta war ein Landabtretungsvertrag der am 24. März 1832 zwischen der Regierung der Vereinigten Staaten von Amerika und der indianischen Konföderation der Muskogee geschlossen wurde. In diesem Vertrag wurden alle Siedlungsgebiete der Muskogee östlich des Mississippi River an die Vereinigten Staaten abgetreten.

## Vorgeschichte
Der Vertrag von Cusseta war einer von etlichen Verträgen, die auf der Grundlage des Indian Removal Act (engl. für „Indianerumsiedlungsgesetz“) zwischen den Fünf zivilisierten Nationen und der Regierung der Vereinigten Staaten geschlossen wurden und zu der Vertreibung und Umsiedlung der Indianer aus dem Südosten in das Indianer-Territorium führte. Zwischen 1814 und 1830 wurden nach und nach Teile des Stammeslandes der Muskogee über Verträge wie den Vertrag von Fort Jackson oder Vertrag von Washington an die Bundesregierung abgetreten. Um 1830 umfasste das Territorium der Muskogee nur noch einen schmalen Streifen in Alabama, der entlang der Grenze zu Georgia verlief.
Obwohl dieses Gebiet durch Verträge geschützt war, drangen weiße Squatter wiederholt in das Stammesgebiet ein und verursachten Konflikte mit den Stammesmitgliedern. Die Spannungen führten schließlich zu einem Angriff der Muskogee auf den Ort Roanoke in Georgia. Als Reaktion darauf trafen sich offizielle Vertreter der Bundesregierung mit den Anführern der Muskogee in dem indianischen Dorf Cusseta (Kasihta) am Ufer des Chattahoochee River, dort befindet sich heute das Lawson Army Airfield von Fort Benning. Die Muskogee wurden dort gezwungen, den Vereinbarungen im Sinne der Bundesregierung zuzustimmen und in den Vertrag von Cusseta einzuwilligen. Er wurde später in Washington, D.C. unterschrieben.

## Vertragsbedingungen
Der Vertrag legte die Abtretung aller Stammesgebiete der Muskogee östlich des  Mississippi River an die Bundesregierung sowie die Aufgabe aller Ansprüche der Muskogee an diesem Land fest. Dies schloss auch das schmale Stück Land in Alabama ein. Im Gegenzug erhielten die Stammesmitglieder individuelle Parzellen in dem ehemaligen Stammesgebiet. Jeder der neunzig Häuptlinge erhielt eine Parzelle mit 2,6 Quadratkilometer, jeder Familie stand eine halbe Parzelle nach eigener Wahl zu. Trotz dieser Zusicherung machte die Regierung in dem Vertrag eindeutig klar, dass sie eine schnellstmögliche Umsiedlung möglichst vieler Muskogee wünschte und sicherte jedem Umsiedlungswilligen die Ausgaben für das erste Jahr nach ihrer Deportation zu. Eine Zahlung an die Konföderation in Höhe von etwa 350.000 Dollar war ebenfalls Teil der amerikanischen Verpflichtungen aus der Vereinbarung. Weitere 51 Quadratkilometer sollten von der Regierung bereitgestellt werden, um zugunsten der indianischen Waisenkinder verkauft zu werden und deren Unterhalt zu sichern.

## Folgen des Vertrags
Vielen der neuen Landbesitzer unter den Muskogee war nicht bewusst, welchen Wert ihr Land besaß. Nachdem der Vertrag in Kraft trat, wurden sie schnell zu Opfern von Landspekulanten und weißen Siedlern, die das Land für einen Bruchteil seines Wertes aufkauften. Die Muskogee, die ihr Land behielten, wurden schnell von den Squattern überwältigt, da staatliche und bundesstaatliche Offizielle sich weigerten, die Indianer zu unterstützen. Als einzelne Muskogee sich gegen die Squatter zur Wehr setzten, wurden sie häufig von den örtlichen Milizen daran gehindert, ihre zugesicherten Rechte durchzusetzen. Um 1835 spitzte sich die Situation zu, und es kam zu gewalttätigen Auseinandersetzungen zwischen den Muskogee und den weißen Siedlern, der als Creek-Krieg bezeichnet wurde. Die Regierung der Vereinigten Staaten beschloss, die Region durch die gewaltsame Umsiedlung der Muskogee ins Indianer-Territorium zu befrieden. Diese Deportation wurde unter dem Begriff Pfad der Tränen bekannt.